# Exposición Universal de Barcelona (1888)

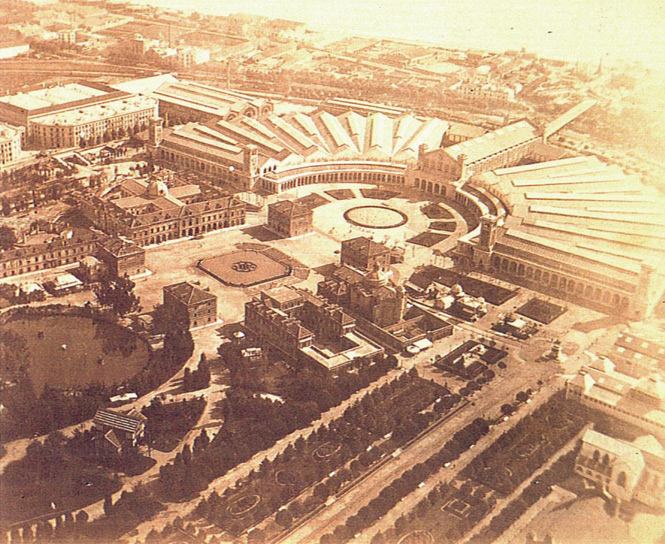
Blick auf das Ausstellungsgelände.

Die Exposición Internacional de Barcelona von 1888 war eine Weltausstellung und fand zwischen dem 8. April und dem 9. Dezember 1888 in der spanischen Stadt Barcelona statt. 12.900 Aussteller nahmen an der Ausstellung teil, davon stammten 66 Prozent aus Spanien. Sie empfing insgesamt 2,3 Millionen Besucher aus der ganzen Welt.
Die offizielle Eröffnung erfolgte erst am 20. Mai durch den damals zweijährigen König Alfons XIII., vertreten durch seine Mutter María Cristina als Regentin von Spanien.

## Vorgeschichte
Im Jahr 1888 hatte Barcelona 530.000 Einwohner und war politisch die zweitwichtigste Stadt Spaniens; wirtschaftlich und industriell die wichtigste. Spanien durchlebte die Bourbonische Restauration, und es regierte Práxedes Mateo Sagasta unter der Regentschaft von Maria Cristina, der Witwe des 1885 verstorbenen Königs Alfons XII. und Mutter von Alfons XIII.
Die Durchführung der Weltausstellung von 1888 spiegelte das gute Verhältnis zwischen der nach der Septemberrevolution von 1868 restaurierten Monarchie und dem katalanischen industriellen Bürgertum wider. Es hatte in Erwartung von sozialem Frieden und wirtschaftlicher Entwicklung die Rückkehr der Monarchie unterstützt.
Weltausstellungen hatten seit der Great Exhibition 1851 in London eine große Bedeutung erlangt. Sie galten als die wichtigsten politischen, wirtschaftlichen und sozialen Ereignisse der Welt. Jedes Land konnte seinen technischen Fortschritt zeigen und sein wirtschaftliches und industrielles Potenzial präsentieren. Eine Weltausstellung bot die Gelegenheit zur wirtschaftlichen Entwicklung der Gastgeberstadt und vermittelte ein großes internationales Ansehen.
Die Initiative zu einer Weltausstellung in Barcelona ergriff der Unternehmer Eugenio Serrano. Er erwies sich jedoch unfähig, dieses Großereignis zu bewältigen. Daher übernahm im April 1887 der Bürgermeister von Barcelona, Francesc Rius i Taulet die Leitung des Projekts und umgab sich mit einer Gruppe anderer Unternehmer der Stadt. Mit dem Bürgermeister bildeten sie das „Komitee der Acht“. Unter ihnen war der für die Bauleitung zuständige Architekt Elies Rogent. Er war u. a. Lehrer von Lluís Domènech i Montaner und von Antoni Gaudí.

## Ausstellungsgelände
Das Tor zum 46,5 Hektar großen Ausstellungsgelände bildete der Arc de Triomf des Architekten Josep Vilaseca i Casanovas. Das Gelände erstreckte sich vom Parc de la Ciutadella, dem heutigen Zoo von Barcelona, über einen Teil des heutigen Bahnhofs Estació de França bis nach La Barceloneta, an die Stelle, wo sich heute das Krankenhaus Hospital del Mar befindet.
Auf rund einem Viertel des Geländes befanden sich die Ausstellungsgebäude, die von den renommiertesten Architekten der Zeit gestaltet worden waren. Das wichtigste Gebäude war der Palau de la Indústria mit 70.000 Quadratmetern. Es wurden auch drei Gebäude aus der militärischen Epoche der Zitadelle weitergenutzt, die noch erhalten sind: der Palau del Governador, das Arsenal und die Kapelle. Das Arsenal ist heute nach Umbauten in den Jahren 1889, 1900 und 1932 der Sitz des Parlaments von Katalonien.
Als Folge des Wechsels in der Projektleitung war die Zeit zur Gestaltung der Weltausstellung knapp geworden, und die gesamte Organisation musste ihre Leistungsfähigkeit beweisen. Die Zeitknappheit war aber auch der Grund, weshalb einige Gebäude nur für eine temporäre Nutzung ausgelegt werden konnten. Es stehen nur noch der Arc de Triomf, das damalige Cafe-Restaurant der Ausstellung Castell dels Tres Dragons (‚Burg der Drei Drachen‘) von Lluis Domenech i Montaner, in dem sich heute das Zoologische Museum der Stadt befindet, das Gewächshaus L’Umbracle, und die sogenannte Galeria de les Màquines (‚Maschinenhalle‘), heute als Betriebsraum des Zoos genutzt.

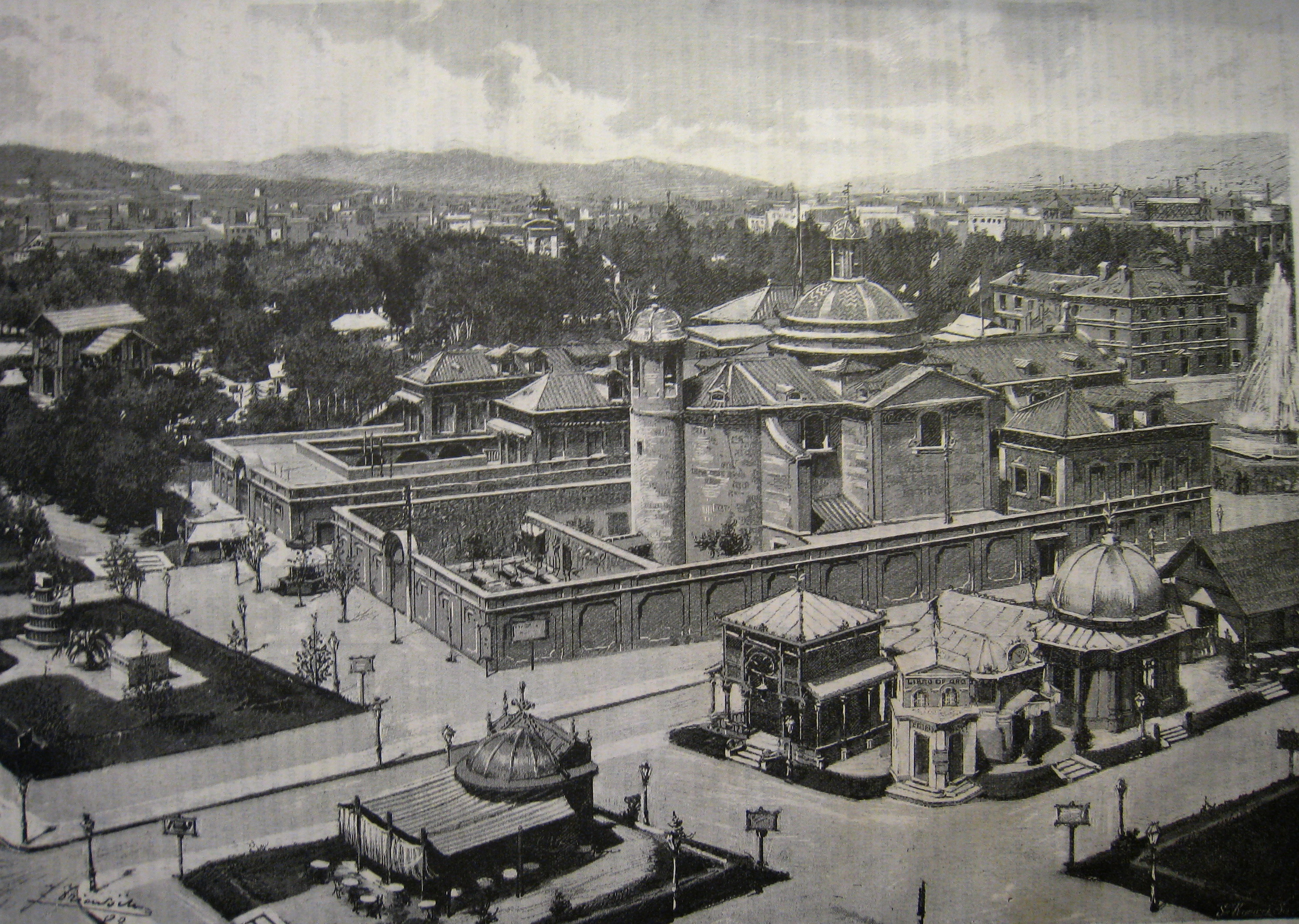
Ausstellungsgelände im Parc de la Ciutadella

## Verbesserungen in Barcelona
Obwohl der Schwerpunkt der Weltausstellung innerhalb des Messegeländes lag, führte sie auch zu allgemeinen Verbesserungen in ganz Barcelona. Sie war ein Ansporn, Arbeiten fertigzustellen, die teilweise schon vor vielen Jahren begonnen worden und unvollendet geblieben waren. Außerdem bot sie die Gelegenheit, neue Infrastrukturen und Dienstleistungen zu schaffen, die nicht nur das Leben der Bürger verbesserten, sondern der Stadt auch eine moderne Erscheinung gab.
Einige der für die Ausstellung 1888 umgesetzten Maßnahmen waren:
- Der Parc de la Ciutadella wurde erschlossen. Nach Abschluss der Expo wurde er zum größten Park der Stadt.
- Die Bebauung der Seefront wurde abgeschlossen. Zwischen dem Parc de la Ciutadella und der Rambla wurde die neue Straße Passeig de Colom (‚Kolumbus-Promenade‘) angelegt.
- Auf einem trockengelegten Hafenbecken am Passeig de Colom wurde das Gran Hotel Internacional für 2000 Gäste gebaut. Das von Lluis Domenech i Montaner entworfene vierstöckige Luxushotel hatte eine Grundfläche von 5000 Quadratmetern und wurde in einer Rekordzeit von 53 Tagen erbaut. Es wurde nach der Ausstellung wieder abgerissen.
- Es wurde der Palau de Belles Arts (‚Palast der schönen Künste‘) gebaut, in dem heute der Städtische Gerichtshof seinen Sitz hat. In diesem Gebäude fand die offizielle Eröffnung der Weltausstellung in Anwesenheit der königlichen Familie statt. Der Palast sollte Kunstausstellungen, Konzerte und kulturelle Veranstaltungen präsentieren. Diese Funktion erfüllte der Palau de Belles Arts bis 1942.
- Am Kreuzungspunkt des Passeig de Colom und der Rambla wurde die Kolumbus-Säule errichtet. Sie wurde am 1. Juni 1888 während der Weltausstellung eingeweiht.
- Der unmittelbar angrenzende Wohnbezirk La Ribera wurde entwickelt.
- Die Markthalle Mercat del Born, zwischen 1884 und 1886 erbaut, wurden eröffnet.
- Die noch heute für Hafenrundfahrten beliebten Touristenboote Las Golondrinas wurden eingeführt.
- Neben dem Ausstellungsgelände wurden mit den Ramblas, dem Passeig de Colom und der Plaça de Sant Jaume die ersten Straßen Barcelonas elektrisch beleuchtet.

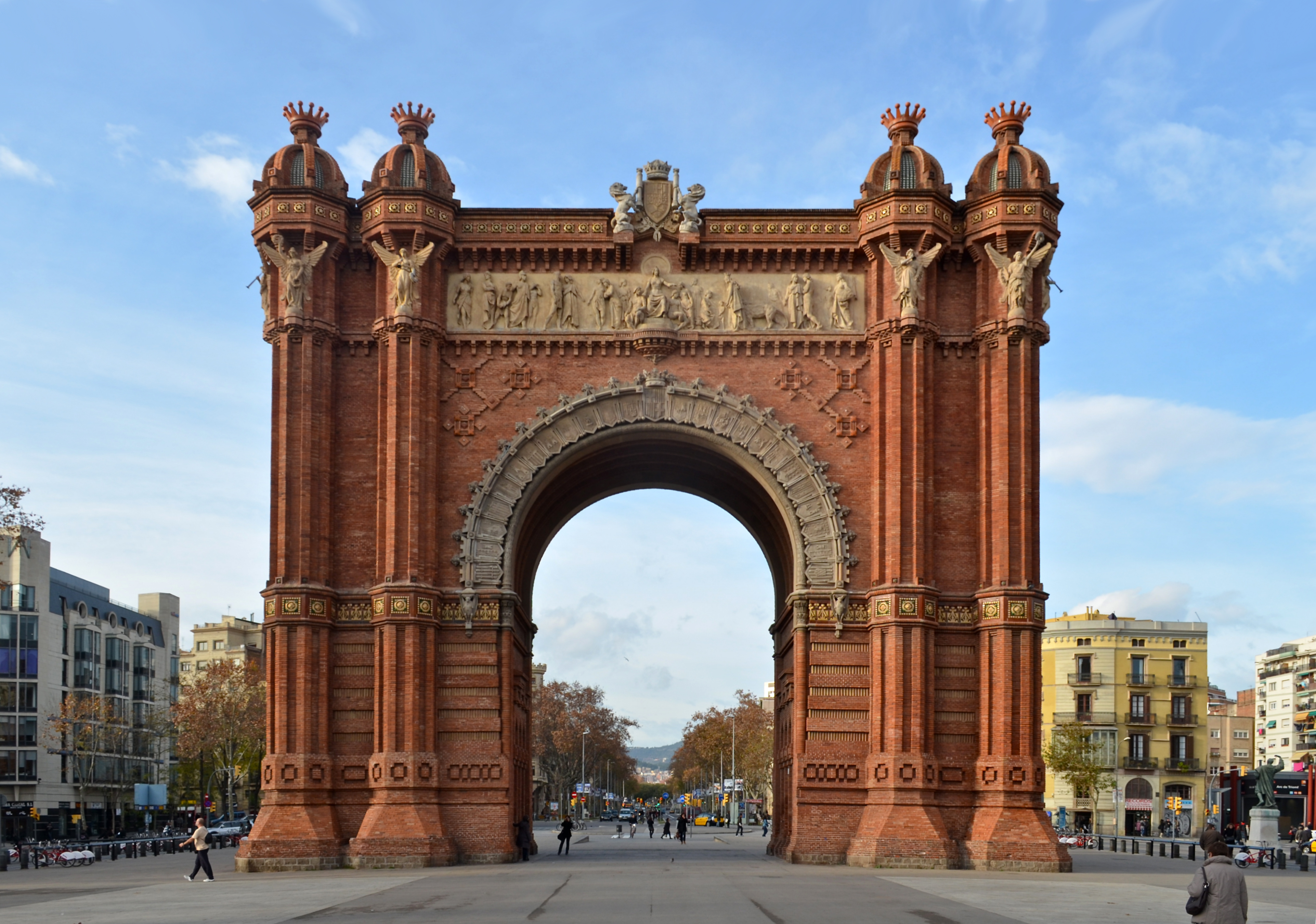
Der Arc de Triomf diente als Haupteingangstor zur Ausstellung. Er besteht aus rötlichen Backsteinen und wurde im so genannten Mudéjar-Stil, einer neu-maurischen Ziegelbauweise errichtet
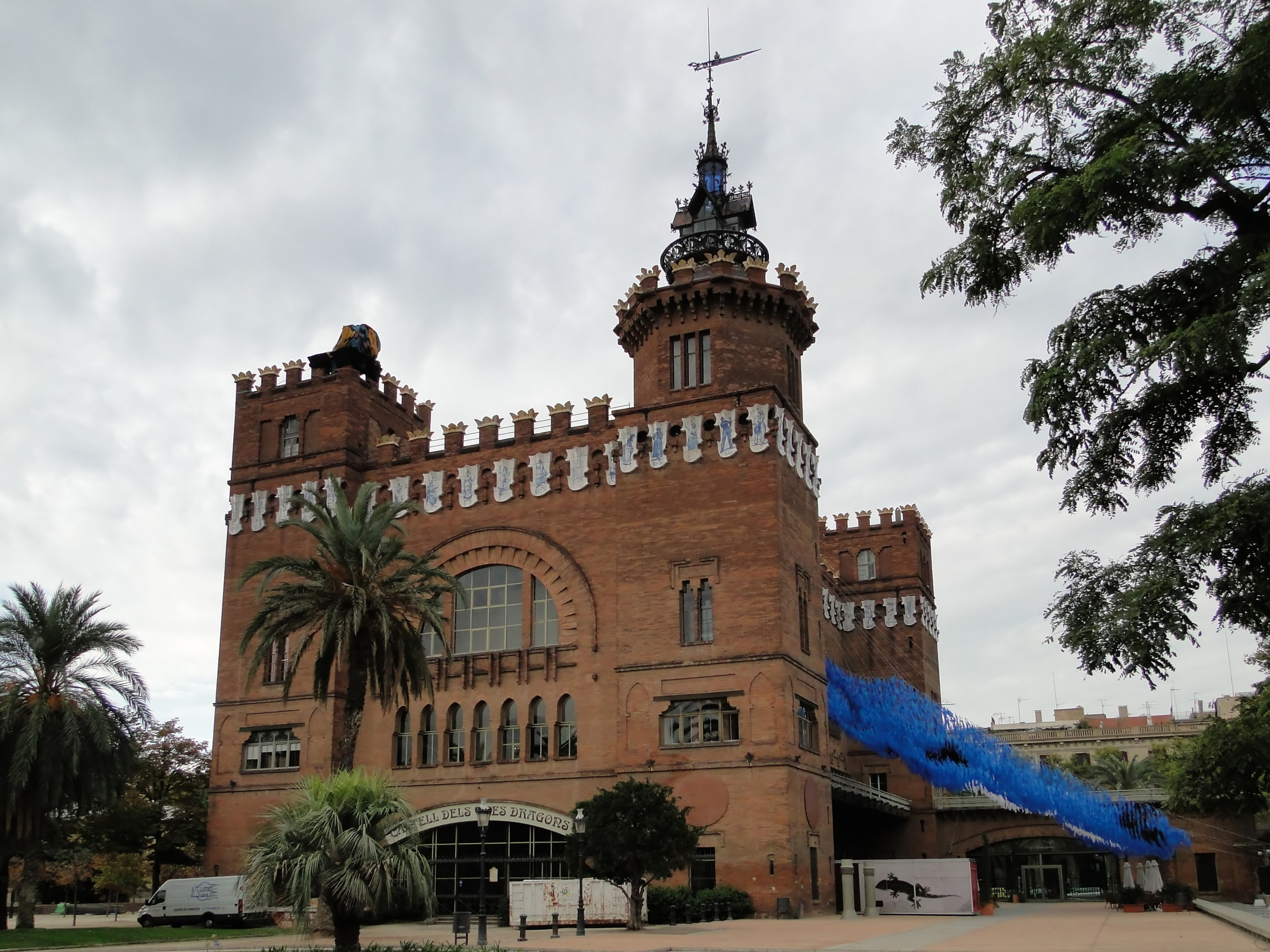
Das Zoologische Museum im Castell dels Tres Dragons
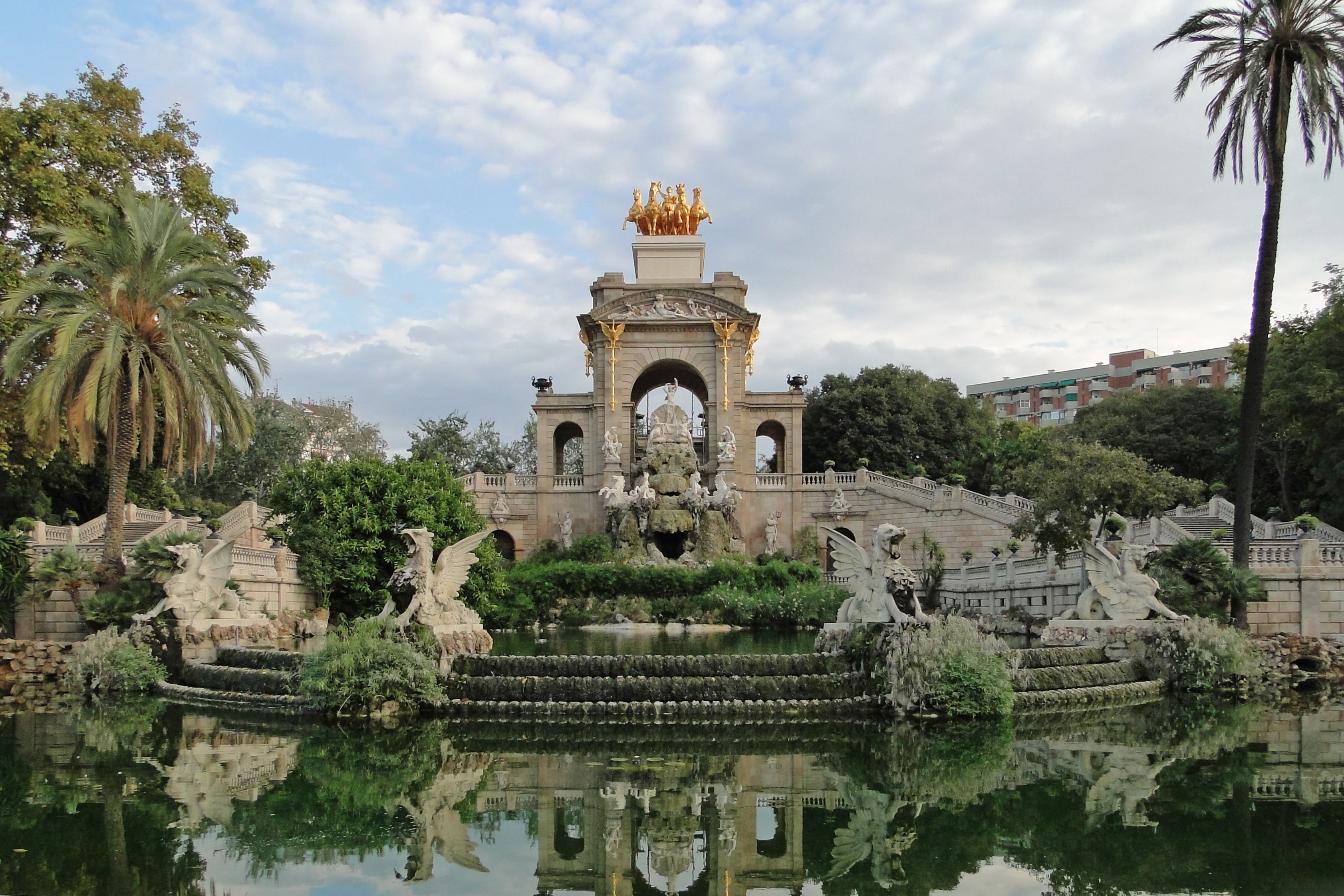
Der Brunnen im Parc de la Ciutadella
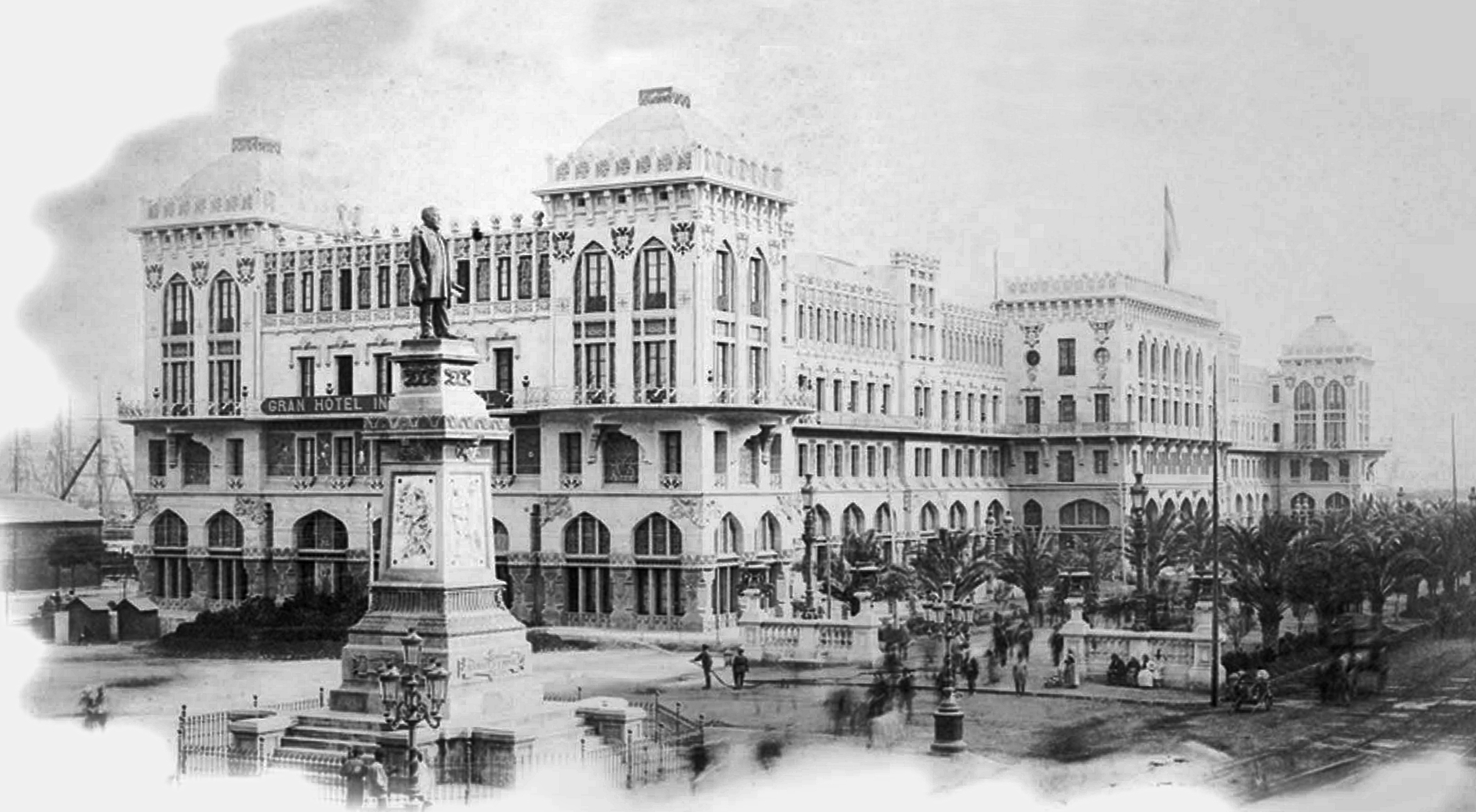
Gran Hotel Internacional
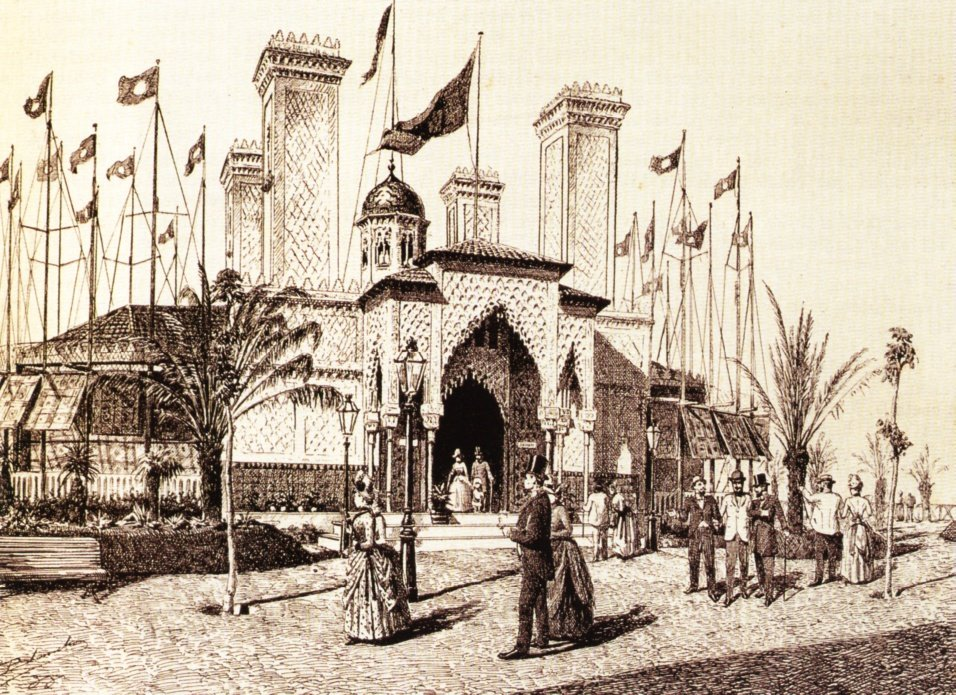
Antoni Gaudí entwarf den Pavillon für die Reederei Compañía Trasatlántica
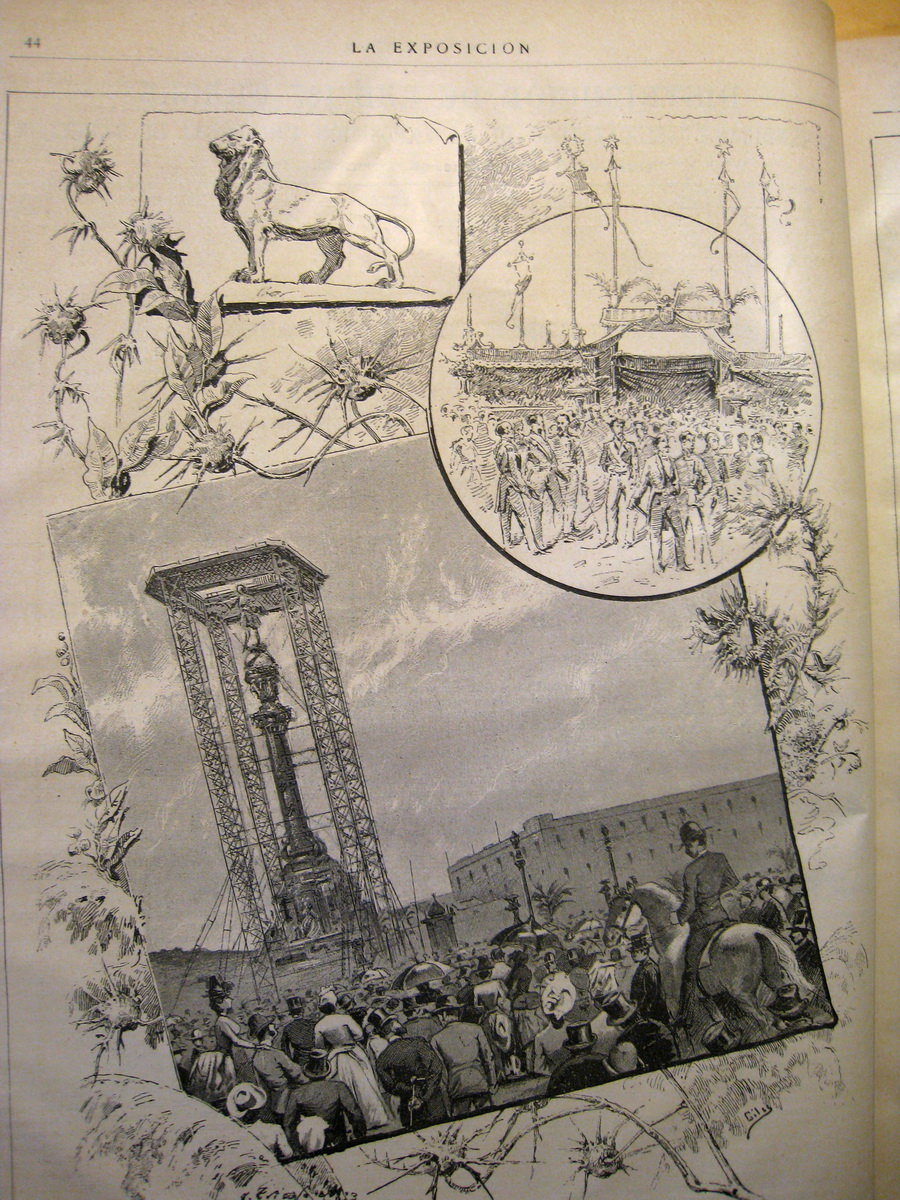
Einweihung der Kolumbus-Säule am 1. Juni 1888

## Resonanz
Trotz eines Defizits von sechs Millionen Pesetas wurde die Weltausstellung als großer Erfolg gewertet, sowohl was die Anzahl der Besucher betrifft, als auch den gesamten wirtschaftlichen Nutzen für die Stadt. Darüber hinaus half die Ausstellung, weite Bereiche der Stadt zu entwickeln. In einer Zeit der wirtschaftlichen Depression geplant, belebte sie das Baugewerbe, und die große Zahl an Besucher führte zu erhöhten Einnahmen in allen wichtigen Wirtschaftssektoren der Stadt.
Wirtschaftlich wird die Ausstellung von 1888 als der erste große Schritt der katalanischen Wirtschaft in Richtung Europäisierung betrachtet. 1886, zwei Jahre vor dem Ereignis war die Cambra Oficial de Comerç, Indústria i Navegació de Barcelona („Offizielle Handels-, Industrie- und Seefahrtskammer von Barcelona“) gegründet worden. Ihr Ziel war, die Interessen der katalanischen Unternehmen zu wahren und den wirtschaftlichen Austausch, besonders mit dem europäischen Ausland, zu fördern. Zu dieser Zeit beschränkte sich der Handel weitgehend auf den spanischen Markt.
Trotz aller Kritik des Proletariats und der republikanischen und katalanistischen Führer bestätigten die Organisation, die Umsetzung und der Erfolg der Weltausstellung die guten Beziehungen zwischen dem katalanischen Bürgertum und der Monarchie in Madrid.
Die Weltausstellung von 1888, die erste große Veranstaltung dieser Art in Barcelona, ging als ein Entwicklungsmodell in die Geschichte der Stadt ein. Dieses Beispiel war ein Anstoß für weitere große internationale Veranstaltungen in Barcelona, wie die Exposición Internacional de Barcelona 1929, die Olympischen Sommerspiele 1992 oder das Forum der Kulturen 2004.

## Soziale und politische Kritik an der Ausstellung
Obwohl die Ausstellung geregelt ablief und als Erfolg gewertet wurde, blieb sie nicht ohne Kritik:
Für die umfangreichen Arbeiten im Messegelände und vielen anderen Teilen der Stadt waren im Vorfeld der Weltausstellung Tausende zusätzlicher Bauarbeiter nach Barcelona geholt worden. Sie arbeiteten während dieser Zeit unermüdlich und manchmal unter schwierigen Bedingungen. Sie wurden sich bewusst, dass sie ihre Kräfte bündeln müssten, um ihre Interessen zu verteidigen und ihre Arbeitsbedingungen zu verbessern. Bezeichnenderweise gründete sich im August 1888, während der Weltausstellung, in Barcelona die Gewerkschaft UGT und kurz darauf führte die sozialistische Partei PSOE in Barcelona den ersten Kongress ihrer Geschichte durch. Die Ausstellung verursachte eine Inflation der Preise in Barcelona, was zu Unzufriedenheit unter den Bürgern und zu Kritik in der Presse führte. Intellektuelle sowie republikanische und katalanistische Politiker demonstrierten öffentlich gegen die Ausstellung. Für sie war der Pakt zwischen dem katalanischen Bürgertum und der zentralistischen Monarchie schädlich für die Interessen von Katalonien.

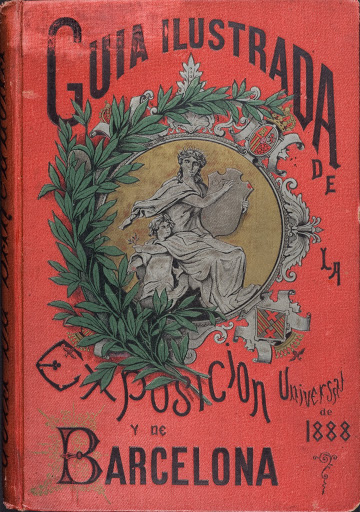
Führer

## Weitere Ausstellungen des Jahres 1888
Im selben Jahr fanden weitere große internationale Ausstellungen statt, die jedoch nicht den Namen „Weltausstellung“ trugen. Es waren dies die Melbourne Centennial Exhibition in Melbourne, die International Exhibition of Science, Art and Industry in Glasgow und die Exposição Industrial Portuguesa in Lissabon.